# Classe Type 45
La classe di cacciatorpediniere Type 45, conosciuta anche come classe D o Daring è la più moderna ad essere stata costruita per la Royal Navy con il compito di sostituire gradualmente le unità Type 42 e sarebbe dovuta essere una delle più avanzate al mondo per quanto riguarda la difesa antiaerea.

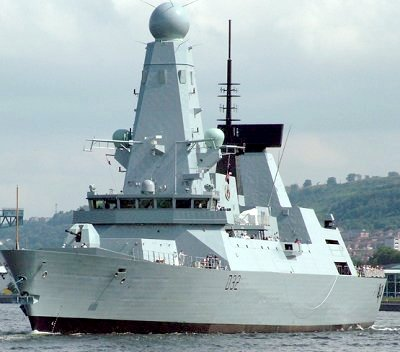
La capoclasse Daring durante le prove

La prima nave della classe, la Daring, è stata varata il 1º febbraio 2006 ed è entrata in servizio il 23 luglio 2009. 
le prime tre navi della classe sono state costruite dalla BAE Systems Surface Fleet Solutions con blocchi "prefabbricati" costruiti dalla stessa BAE e dal VT Group, mentre la costruzione delle restanti unità è stata affidata alla BAE Systems Surface Ships..
Inizialmente la Gran Bretagna prevedeva di acquisire nella flotta navi attrezzate per la difesa antiaerea come parte del programma NFR-90 partecipato da 8 nazioni e in seguito con lo sviluppo della classe Orizzonte insieme a Francia e Italia. 
Le Type 45 utilizzano alcune soluzioni progettuali della classe Orizzonte utilizzando un sistema radar SAMPSON, in grado di localizzare un obiettivo distante fino a 400 km e di un sistema missilistico PAAMS.
In un ipotetico attacco simultaneo una singola unità della classe potrebbe individuare, agganciare e distruggere più bersagli di 5 unità Type 42. Le navi di questa classe sono per la Royal Navy le più grandi unità di scorta mai costruite.
Il 1º luglio 2008, la BAE e la VT Shipbuilding, partner nello sviluppo di questa classe di navi, si sono fuse per formare la BVT Surface Fleet.

## Sviluppi
Le navi già nel 2019 sono stati sottoposti ad un aggiornamento sull'apparato propulsivo e all’installazione di nuovi generatori. Nel mese di maggio 2022, il Ministro della Difesa britannico ha firmato un contratto da 300 milioni di sterline per dotare i DDG di capacità anti-missile balistico, grazie all'aggiornamento dell'ASTER-30 Block-1 e del radar multifunzione SAMPSON. Inoltre, verrà installato un ulteriore modulo VLS a 24 celle per i missili SEA CEPTOR in addizione al SYLVER A-50 a 48 celle esistente. Il programma ha durata sessennale ovvero tra il 2026 e il 2032. Gli aggiornamenti sono propedeutici alla realizzazione dei Type-83, designati come incrociatori antiaerei, ancora allo stadio iniziale di progettazione.

## Navi
Sono state ordinate in tutto sei unità della classe; il trasferimento della prima alla Royal Navy è avvenuto con una cerimonia il 10 dicembre 2008.
I piani iniziali del Ministero della Difesa prevedevano l'acquisto di dodici unità, ridotte a otto nel libro bianco sulla difesa del 2003, intitolato Delivering Security in a Changing World. Nel dicembre 2006 venne annunciato il possibile taglio di due ulteriori unità. Nel luglio 2007 portavoce del Ministero affermarono che era ancora prevista la costruzione di otto navi della classe e che le ultime due erano quindi ancora incluse nei piani di spesa. La cancellazione ufficiale delle ultime due unità avvenne quindi il 19 giugno 2008 quando il Ministro per le Forze Armate, Bob Ainsworth, annunciò in parlamento che le opzioni per il settimo e l'ottavo cacciatorpediniere non avrebbero avuto seguito. La continua riduzione di scala della nuova classe è stata criticata da più parti in quanto lascerebbe la marina militare britannica priva delle navi necessarie per assicurare una piena operatività.
| Nome      | Pennant number | Taglio prima piastra d'acciaio* | Varo             | Ingresso in servizio | Stato       |
| --------- | -------------- | ------------------------------- | ---------------- | -------------------- | ----------- |
| Daring    | D32            | 28 marzo 2003                   | 1º febbraio 2006 | 23 luglio 2009       | In servizio |
| Dauntless | D33            | 26 agosto 2004                  | 23 gennaio 2007  | 3 giugno 2010        | In servizio |
| Diamond   | D34            | 25 febbraio 2005                | 27 novembre 2007 | 9 maggio 2011        | In servizio |
| Dragon    | D35            | 19 dicembre 2005                | 17 novembre 2008 | 20 aprile 2012       | In servizio |
| Defender  | D36            | 31 luglio 2006                  | 21 ottobre 2009  | 21 marzo 2013        | In servizio |
| Duncan    | D37            | 26 gennaio 2007                 | 11 ottobre 2010  | 26 settembre 2013    | In servizio |

- Le unità della classe sono costruite per parti separate perciò la chiglia non viene "impostata" come nel passato. Per questo l'inizio cerimoniale della costruzione è identificato con il taglio della prima piastra di acciaio per lo scafo.